# محمد سام
محمد سام دولتمرد ایرانی بود که عهده دار سمت هایی چون   وزیر اطلاعات و جهانگردی، وزیر کشور، نمایندهٔ ایوانکی و ورامین در دورهٔ بیست و یکم مجلس شورای ملی، معاون وزارت آموزش و پرورش، عضو شورای عالی فرهنگ و استاندار گیلان و اصفهان بود. 
او در کانون مترقی عضویت داشت. او در ابتدا، در ورامین معلم انگلیسی بود. او همچنین عضو هیئت اجراییهٔ حزب ایران نوین بوده‌است. کتاب خاطرات او تحت عنوان خاطر اعلی حضرت آسوده در ۱۳۹۸ توسط نشر نارگل منتشر شد.